# Marakkar: Lion of the Arabian Sea
Marakkar: Lion of the Arabian Sea (titlu original: Marakkar: Arabikadalinte Simham în limba malayalam; Maraikkayar: Arabikadalin Singam în limba tamil) este un film indian epic istoric biografic din 2022 scris și regizat de Priyadarshan. Rolurile principale au fost interpretate de actorii Mohanlal, Arjun Sarja, Suniel Shetty și Prabhu. Filmul spune povestea legendarului Kunjali Marakkar al IV-lea și al războiului său epic împotriva invadatorilor portughezi.

## Prezentare
Are loc în secolul al XVI-lea în Calicut. Al patrulea Kunjali Marakkar, pe nume Muhammad Ali, este amiralul flotei lui Zamorin.
Acesta a fost primul comandant naval indian, cunoscut sub numele de Leul Marakkar din Marea Arabiei, care a luptat împotriva armatei portugheze invadatoare. A fost un căpitan curajos și a apărat independența poporului său și a indienilor săi în războiul împotriva portughezilor. Se presupune că a câștigat 16 dintre aceste bătălii cu strategiile sale impecabile și abilitățile sale extraordinare de luptă.

## Distribuție
- Mohanlal - Kunjali Marakkar IV
  - Pranav Mohanlal - Mammali / tânărul Kunjali Marakkar IV
- Arjun Sarja - Anandan Mangattachan
- Suniel Shetty - Chandroth Panicker
- Prabhu - Thangudu
- Manju Warrier - Subaida
- Keerthy Suresh - Aarcha
- Nedumudi Venu - Samoothiri
- Siddique - Pattu Marakkar
- Mukesh - Dharmoth Panicker
- Ashok Selvan - Achuthan Mangattachan
- Jay J. Jakkrit - Chiang Juvan / Chinnali
- Kalyani Priyadarshan - Aisha
- Fazil - Kutti Ali Marakkar
- Suhasini Maniratnam - Khadeejumma
- Hareesh Peradi - Mangattachan
- Innocent - Namath Kurup
- K. B. Ganesh Kumar - Verkottu Panicker
- Baburaj - Puthumana Panicker
- Mamukkoya - Aboobakkar Haji
- Nandhu - Kuthiravattath Nair
- Santhosh Keezhattoor - Kokkattu Panicker
- Suresh Krishna - Moidu
- Manikuttan - Mayinkutty
- G. Suresh Kumar - Kochi Raja
- Srikant Murali - Kochi Raja's Advisor
- Krishna Prasad - Translator
- Arjun Nandhakumar - Nambyathiri
- Parvathi T. - Samoothiri's Sister
- Komal Sharma - Anandan's Wife
- Toby Sauberback - Viceroy Fransisco Da Gama
- Max Cavenham - André Furtado de Mendonça
- Paul Huntley-Thomas - Alphonso De Noronha
- Veena Nandakumar
- Bineesh Kodiyeri - Thangudu's Assistant
- Shiyas Kareem - Marakkar's Assistant
- Kozhikode Narayanan Nair - Aboobakkar Haji
- Antony Perumbavoor - Street Vendor
- Arun Kurian - tânărul Anandhan
- Jitin Puthenchery - tânărul Achuthan
- Vikraman Nair - Rajaguru